# Лайлз, Трей
Трей Энтони Лайлз (англ. Trey Anthony Lyles, род. 5 ноября 1995 года) — канадо-американский профессиональный баскетболист, выступающий за клуб Национальной баскетбольной ассоциации «Сакраменто Кингз». На студенческом уровне играл за команду университета Кентукки «Кентукки Уайлдкэтс».

## Университет Кентукки
12 июня 2014 года Лайлз поступил в университет Кентукки. Из-за травмы ноги он был вынужден пропустить серию показательных игр «Уайлдкэтс», которые команда проводила в августе 2014 года на Багамах. В своём дебютном сезоне в университете Лайлз был включён в сборную новичков SEC и помог команде дойти до Финала четырёх турнира NCAA 2015 года.
9 апреля 2015 года он вместе с ещё несколькими игроками Кентукки объявил о желании выставить свою кандидатуру на драфт НБА.

## Профессиональная карьера

### Юта Джаз (2015—2017)
25 июня 2015 года Лайлз был выбран на драфте НБА 2015 года в первом раунде под общим 12 номером клубом «Юта Джаз». 7 июля он подписал с командой контракт новичка. За первые два месяца в НБА средняя результативность Лайлза была 3 очка и 3,6 подбора за игру. Начиная же с января он стал получать больше игрового времени, став набирать больше очков. Так, 4 января в матче против «Хьюстон Рокетс» он впервые набрал более 10 очков, а 9 января сделал 10 подборов. 14 января 2016 года он установил личный рекорд результативности, набрав 19 очков в матче против «Сакраменто Кингз». 12 февраля он принял участие в матче восходящих звёзд в рамках звёздного уик-энда НБА, заменив травмированного Николу Миротича. 10 апреля Лайлз установил личный рекорд результативности, набрав в матче против «Денвер Наггетс» 22 очка.

### Денвер Наггетс (2017—2019)
22 июня 2017 года Лайлза вместе с Тайлером Линдоном обменяли в «Денвер Наггетс» на Донована Митчелла.
5 января 2018 года Лайлз установил личный рекорд результативности, набрав в матче против «Юты Джаз» 26 очков.

### Сан-Антонио Спёрс (2019—2021)
12 июля 2019 года Лайлз подписал контракт с «Сан-Антонио Спёрс». 6 февраля 2020 года Лайлз оформил дабл-дабл, набрав максимальные в сезоне 23 очка, сделав 10 подборов и два перехвата в матче против «Портленд Трэйл Блэйзерс». 29 февраля 2020 года Лайлз набрал 20 очков, девять подборов, две передачи, четыре перехвата и один блок против «Орландо Мэджик». 2 марта 2020 года Лайлз снова набрал 20 очков, три подбора, две передачи и один перехват в матче против «Индиана Пэйсерс». 15 июля 2020 года стало известно, что Лайлз перенес аппендэктомию и пропустит остаток сезона 2019/20.

### Детройт Пистонс (2021—2022)
6 августа 2021 года Лайлз подписал контракт с «Детройт Пистонс» на два года и 5 миллионов долларов.

### Сакраменто Кингз (2022—настоящее время)
10 февраля 2022 года Лайлз и Джош Джексон были приобретены командой «Сакраменто Кингз» в ходе обмена четырех команд, в результате которого Марвин Бэгли III был отправлен в «Пистонс».
13 марта 2023 года во время матча против «Милуоки Бакс» Лайлз сфолил и оттолкнул форварда «Бакс» Янниса Адетокунбо. Затем центровой «Бакс» Брук Лопес начал что-то выговаривать игроку «Кингз», а тот в ответ толкнул его рукой в лицо. И Лайлз, и Лопес были удалены с площадки. Два дня спустя НБА объявила, что Лайлз будет отстранен на одну игру без сохранения заработной платы.

## Выступления за национальные сборные
Имея гражданства как Канады, так и США Лайлз выступал в составах как одной, так и другой сборных. До второго класса старшей школы он тренировался в системе подготовки молодых баскетболистов США.
Позже он стал выступать за молодёжные сборные Канады. Летом 2013 года Лайлз в составе сборной Канады принимал участие в чемпионате мира среди игроков до 19 лет. Канада, в составе которой кроме Лайлза был ещё один будущий игрок НБА Тайлер Эннис, заняла шестое место, что является лучшим достижением в её истории. Трей же стал вторым игроком чемпионата по результативности, уступив лишь Эннису.

## Статистика

### Статистика в НБА
| Сезон                                                                                    | Команда     | Регулярный сезон | Регулярный сезон | Регулярный сезон | Регулярный сезон | Регулярный сезон | Регулярный сезон | Регулярный сезон | Регулярный сезон | Регулярный сезон | Регулярный сезон | Регулярный сезон | Серия плей-офф | Серия плей-офф | Серия плей-офф | Серия плей-офф | Серия плей-офф | Серия плей-офф | Серия плей-офф | Серия плей-офф | Серия плей-офф | Серия плей-офф | Серия плей-офф |
| Сезон                                                                                    | Команда     | GP               | GS               | MPG              | FG%              | 3P%              | FT%              | RPG              | APG              | SPG              | BPG              | PPG              | GP             | GS             | MPG            | FG%            | 3P%            | FT%            | RPG            | APG            | SPG            | BPG            | PPG            |
| ---------------------------------------------------------------------------------------- | ----------- | ---------------- | ---------------- | ---------------- | ---------------- | ---------------- | ---------------- | ---------------- | ---------------- | ---------------- | ---------------- | ---------------- | -------------- | -------------- | -------------- | -------------- | -------------- | -------------- | -------------- | -------------- | -------------- | -------------- | -------------- |
| 2015/16                                                                                  | Юта         | 80               | 33               | 17,3             | 43,8             | 38,3             | 69,5             | 3,7              | 0,7              | 0,3              | 0,2              | 6,1              | Не участвовал  | Не участвовал  | Не участвовал  | Не участвовал  | Не участвовал  | Не участвовал  | Не участвовал  | Не участвовал  | Не участвовал  | Не участвовал  | Не участвовал  |
| 2016/17                                                                                  | Юта         | 71               | 4                | 16,3             | 36,2             | 31,9             | 72,2             | 3,3              | 1,0              | 0,4              | 0,3              | 6,2              | 2              | 0              | 4,8            | 42,9           | 33,3           | -              | 1,0            | 0,5            | 0,5            | 0,0            | 3,5            |
| 2017/18                                                                                  | Денвер      | 73               | 2                | 19,0             | 49,1             | 38,1             | 70,6             | 4,8              | 1,2              | 0,4              | 0,5              | 9,9              | Не участвовал  | Не участвовал  | Не участвовал  | Не участвовал  | Не участвовал  | Не участвовал  | Не участвовал  | Не участвовал  | Не участвовал  | Не участвовал  | Не участвовал  |
| 2018/19                                                                                  | Денвер      | 64               | 2                | 17,5             | 41,8             | 25,5             | 69,8             | 3,8              | 1,4              | 0,5              | 0,4              | 8,5              | 3              | 0              | 2,7            | 0,0            | 0,0            | -              | 0,3            | 0,7            | 0,0            | 0,0            | 0,0            |
| 2019/20                                                                                  | Сан-Антонио | 63               | 53               | 20,2             | 44,6             | 38,7             | 73,3             | 5,7              | 1,1              | 0,4              | 0,4              | 6,4              | Не участвовал  | Не участвовал  | Не участвовал  | Не участвовал  | Не участвовал  | Не участвовал  | Не участвовал  | Не участвовал  | Не участвовал  | Не участвовал  | Не участвовал  |
| 2020/21                                                                                  | Сан-Антонио | 23               | 9                | 15,6             | 47,8             | 35,0             | 65,2             | 3,7              | 0,6              | 0,3              | 0,0              | 5,0              | Не участвовал  | Не участвовал  | Не участвовал  | Не участвовал  | Не участвовал  | Не участвовал  | Не участвовал  | Не участвовал  | Не участвовал  | Не участвовал  | Не участвовал  |
| 2021/22                                                                                  | Детройт     | 51               | 3                | 19,4             | 45,6             | 30,1             | 78,4             | 4,8              | 1,1              | 0,4              | 0,5              | 10,4             | Не участвовал  | Не участвовал  | Не участвовал  | Не участвовал  | Не участвовал  | Не участвовал  | Не участвовал  | Не участвовал  | Не участвовал  | Не участвовал  | Не участвовал  |
| 2021/22                                                                                  | Сакраменто  | 24               | 20               | 22,8             | 48,9             | 36,5             | 85,1             | 5,6              | 1,3              | 0,3              | 0,3              | 10,6             | Не участвовал  | Не участвовал  | Не участвовал  | Не участвовал  | Не участвовал  | Не участвовал  | Не участвовал  | Не участвовал  | Не участвовал  | Не участвовал  | Не участвовал  |
| 2022/23                                                                                  | Сакраменто  | 74               | 0                | 16,9             | 45,8             | 36,3             | 81,5             | 4,1              | 0,9              | 0,4              | 0,4              | 7,6              | 7              | 0              | 16,8           | 42,5           | 33,3           | 60,0           | 5,7            | 0,7            | 0,3            | 0,0            | 6,6            |
| 2023/24                                                                                  | Сакраменто  | 58               | 0                | 20,0             | 44,5             | 38,4             | 70,0             | 4,4              | 1,2              | 0,3              | 0,3              | 7,2              | Не участвовал  | Не участвовал  | Не участвовал  | Не участвовал  | Не участвовал  | Не участвовал  | Не участвовал  | Не участвовал  | Не участвовал  | Не участвовал  | Не участвовал  |
|                                                                                          | Всего       | 581              | 126              | 18,3             | 44,3             | 34,7             | 74,5             | 4,3              | 1,1              | 0,4              | 0,4              | 7,7              | 12             | 0              | 11,3           | 40,0           | 32,3           | 60,0           | 3,6            | 0,7            | 0,3            | 0,0            | 4,4            |
| Наведите курсор мыши на аббревиатуры в заголовке таблицы, чтобы прочесть их расшифровку. |             |                  |                  |                  |                  |                  |                  |                  |                  |                  |                  |                  |                |                |                |                |                |                |                |                |                |                |                |

### Статистика в NCAA
| Сезон | Команда  | Conf  | Class | GP | GS | MPG  | FG%  | 3P%  | FT%  | RPG | APG | SPG | BPG | PPG |
| --- | -------- | ----- | ----- | -- | -- | ---- | ---- | ---- | ---- | --- | --- | --- | --- | --- |
| 2014/15 | Кентукки | SEC   | FR    | 36 | 21 | 23,0 | 48,8 | 13,8 | 73,5 | 5,2 | 1,1 | 0,5 | 0,4 | 8,7 |
| Всего | Всего    | Всего | Всего | 36 | 21 | 23,0 | 48,8 | 13,8 | 73,5 | 5,2 | 1,1 | 0,5 | 0,4 | 8,7 |
| Наведите курсор мыши на аббревиатуры в заголовке таблицы, чтобы прочесть их расшифровку Статистика приведена с сайта sports-reference.com |          |       |       |    |    |      |      |      |      |     |     |     |     |     |